# Les Petits Chanteurs de Saint-Marc
Les Petits Chanteurs de Saint-Marc (dt. Die kleinen Sänger von Sankt Markus) waren ein überregional bekannter Schulchor aus der Nähe von Lyon. Durch seine Teilnahme am preisgekrönten Film Die Kinder des Monsieur Mathieu wurde er europaweit bekannt.

## Allgemeines
Der Chor wurde 1986 von Nicolas Porte gegründet, der den Chor bis 2019 leitete. Er bestand aus 75 bis 80 Kindern zwischen 10 und 15 Jahren. Alle Sänger lernten im Saint-Marc-Zentrum in Lyon. Die Kinder traten dem Chor im ersten Schuljahr bei. Im fünften Schuljahr wechselten sie zum Ensemble Vocal de Jeunes (dt. Jugendvokalensemble), das ebenfalls Nicolas Porte leitete. Der Chor war in mehreren Chororganisationen vertreten.
Im Oktober 2019 wurde die Auflösung des Chors aus finanziellen Gründen bekanntgegeben. Die Nachrichtenagentur AFP zitierte Nicolas Porte, wonach der Chor sich zu sehr auf die Einnahmen aus seiner Beteiligung am Spielfilm verließ und es versäumte, sich genügend andere Finanzierungsquellen zu erschließen.

## Belege
1. ↑  Dissolution des Petits chanteurs de Saint-Marc, connus grâce au film « Les Choristes ». In: parismatch.com. 18. Oktober 2019, abgerufen am 1. Mai 2024 (französisch).